# Ritchie Coster
Pour les articles homonymes, voir Coster.
Ritchie Coster, né le 1er juillet 1967 dans le quartier d'Edmonton à Londres, est un acteur britannique.

## Biographie
Coster est né à Londres. Il a trois frères aînés. Il a fait ses études à Latymer School à Edmonton, et puis suivait les cours de jeu à Guildhall School of Music and Drama. La filmographie de Coster est très diverse. En 1998, il joue un sculpteur marié à une femme alcoolique, incarné par Allison Mackie dans la reprise de Fenêtre sur cour. Il a apparu dans les épisodes de la série télévisée New York, Police judiciaire de 1999 à 2009.

## Filmographie

### Cinéma
- 1999 : Thomas Crown, Janos
- 2000 : The Photographer, Attaquant #1
- 2000 : Piégé, un client
- 2001 : 15 Minutes, Vendeur kiosque à journaux
- 2002 : Pipe Dream (en), Pascal
- 2002 : Le Smoking, Dietrich Banning
- 2006 : The Sentinel, The Handler
- 2007 : American Gangster, Joey Sadano
- 2008 : The Dark Knight : Le Chevalier noir , Le Tchétchène
- 2010 : Le Chasseur de primes, Ray
- 2010 : Laisse-moi entrer, Mr. Zoric
- 2010 : Pete Smalls Is Dead (en), Hal Lazar
- 2014 : By the Gun (en), Tony Matazano
- 2014 : Rose Samuel - court métrage
- 2015 : Hacker, Elias Kassar
- 2015 : Creed : L'Héritage de Rocky Balboa, Pete Sporino
- 2016 : The Great & The Small (en), Richie
- 2017 : Submission (en), Dean Bentham
- 2019 : The Bygone, Beckett Summer
- 2021 : After Yang, Russ

### Séries télévisées
- 1999 : New York, unité spéciale : (s1, ep 3) : Carlo Parisi
- 2000 : Sex and the City : Caleb McDougal (1 épisode)
- 2000 : New York, police judiciaire : (s11, ep 3) : Jorgan Stern
- 2002 : New York, section criminelle : (s1, ep 14) : Simon Matic
- 2003 : Le Justicier de l'ombre : Nick Trepov (2 épisodes)
- 2003 : New York, police judiciaire : (s14, ep 1) : Mark Bruner
- 2004 : Traffic (mini-série) : Fazal (3 épisodes)
- 2005 : Jonny Zéro : Joseph Garrett (10 épisodes)
- 2005 : New York, cour de justice : (s1, ep8) : Shane Lucas
- 2006 : New York, police judiciaire : (s16, ep22) : Kevin Almonte
- 2009 : New York, section criminelle : (s8, ep 8) : Jack Taylor
- 2012 : Luck : Renzo Calagari (9 épisodes)
- 2013 : Blacklist : Anslo Garrick (2 épisodes)
- 2015 : True Detective : Austin Chessani (7 épisodes)
- 2017 : Billions : Donald Thayer (3 épisodes)
- 2017 : Shades of Blue : Michael Bianci (7 épisodes)
- 2017 - 2019 : Happy! : Francisco "Mr. Blue" Scaramucci (rôle principal)
- 2020 : The Flight Attendant : Victor (3 épisodes)
- 2021 : The Walking Dead : Pope (4 épisodes)
- 2022 - 2023 : Tulsa King : Caolan Waltrip (7 épisodes)
- 2023 : Florida Man : Dutch (s1 ep4)

### Jeux Vidéo (voix)
- 2003 : Midnight Club II : Blog
- 2007 : BioShock : Bill McDonagh